# Manikin Records
Manikin Records est un label discographique allemand de musique électronique, basé à Berlin. Il est fondé en 1992 par le musicien Mario Schönwälder.
Dans le catalogue se trouvent des compositions de Klaus Schulze, Ashra, Spyra, Mario Schönwälder, Detlef Keller, Bas Broekhuis, Thomas Fanger, Michael Kersten, The Nightcrawlers, Rainbow Serpent ou Arcanum.
Le label sort la compilation Manikin Records – Third Decade 2012-2022 en 2022.